# Gallitos

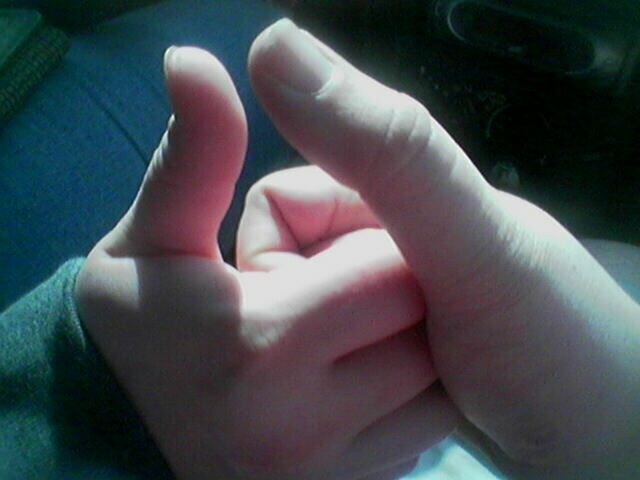
Gallitos.

Gallitos es un juego practicado principalmente por niños en sus ratos de ocio. En Chile se le llama a esta variante Gallito inglés. En España se le conoce como pulso chino, y en Argentina y Uruguay como pulseada china o Guerra de pulgares.
El objetivo consiste en atrapar el pulgar del compañero antes de que este pueda hacerlo con el propio o que pueda soltarse.
Los participantes se toman de las manos (siendo ambas derechas o izquierdas) por el dedo meñique, anular, medio e índice, dejando el dedo pulgar libre para que haga las veces del "gallo".
La versión tradicional es para dos jugadores. También pueden competir varios jugadores a la vez, en cuyo caso el ganador es el primer jugador en atrapar el pulgar de cualquiera de sus rivales. En versiones más extremas, se pueden armar redes de decenas de jugadores conectados con sus dos manos.

## Contexto
El juego logra cumplir su función de divertir, es bastante entretenido participar en él o ver cómo lo juegan. Es bastante interesante notar lo simple que puede ser un entretenimiento para esos momentos en los que no hay qué hacer.
- Datos: Q249188
- Multimedia: Thumb war / Q249188